# Наводнение в Аргентине (2015)
Наводнение в Аргентине продолжалось с 7 августа по 5 сентября 2015 года в Буэнос-Айресе, в Аргентине. Больше всего от стихии пострадали города Лухан, Пилар, Сан-Антонио-де-Ареко, Мерседес, Сальто, Тигре, расположенные на севере и северо-востоке провинции.

## История
Причиной наводнения стали продолжительные проливные дожди. Уровень воды в реках резко поднялся.
На территории провинции Буэнос-Айрес более 11 тысяч человек были вынуждены покинуть свои дома. Погибли трое.

## См.также
- Наводнение в Аргентине (2013)